# Cannon Films
Cannon Films, eigentlich The Cannon Group, war eine US-amerikanische Filmproduktionsgesellschaft.

## Geschichte

### Erfolgreiche Jahre
Cannon Films wurde 1967 durch die Filmstudenten Dennis Friedland und Christopher C. Dewey gegründet und produzierte als unabhängiges Filmstudio eine Reihe von Low-Budget-Filmen diverser Genres. In Folge mehrerer schlecht laufender Produktionen Ende der 1970er geriet Cannon Films in finanzielle Probleme und wurde schließlich 1979 von den beiden israelischen Cousins Menahem Golan (1929–2014) und Yoram Globus für 350.000 Dollar übernommen. Die beiden benannten die Firma in Cannon Group um.
Golans und Globus’ Absicht war es, ein weiteres „Major Studio“ in Hollywood zu etablieren und einen breiteren Markt für ihre eigenen Filmproduktionen zu schaffen. Zuvor hatten sie eine eigene Produktionsfirma gegründet, um international zu agieren, änderten dann aber die Strategie dahingehend, eine bereits bestehende Firma mit einem eigenen, funktionierenden Verleihsystem, aufzukaufen.
Die in finanzielle Schieflage geratene Firma Cannon bot hierfür eine geeignete Möglichkeit, nachdem anderen Wege keinen Erfolg brachten. 1980 produzierten sie ihren ersten eigenen Film, eine Fortsetzung zu einem Streifen, der unter dem Vorgänger entstanden war, außerdem griffen sie auf den rund 80 Filme umfassenden Katalog der aufgekauften Firma zurück. Ab 1980 produzierte dann Cannon eigene Filme, mit einem ansteigenden Output. 1984 war das finanziell gesehen erfolgreichste Jahr der Firma. Cannon produzierte allein im Jahr 1986 43 Filme. Zu diesem Zeitpunkt hatte sich der Aktienkurs der Firma seit der Übernahme von Golan und Globus verhundertfacht. Kein anderes Hollywood-Studio veröffentlichte in diesem Jahr mehr Filme als Cannon. Insgesamt wurden von Cannon zwischen 1979 und 1989 125 Filme hergestellt.
Das Geschäftsmodell von Cannon Films verlief so, dass noch während der Dreharbeiten, oder in einigen Fällen zuvor, die Verleih- und Fernsehrechte an den Produktionen international verkauft wurden. Das so eingenommene Geld wurde noch vor der Veröffentlichung der jeweiligen Filme in neue Projekte investiert. Es wurden auch Filme unter dem Cannon-Logo vertrieben, die eigentlich von anderer Seite aus hergestellt worden waren oder man erwarb lediglich die Vertriebsrechte für bestimmte Medien wie Kino und/oder Video. Außerdem wurden Filme auch für ganze spezifische internationale Märkte produziert. Die tatsächlichen Produktionskosten der Filme wurden zudem niedriger gehalten, als man zuvor bereits an Geld für diese eingenommen hatte.
Neben der Produktion von Kinofilmen war Cannon Inhaber einer englischen Kinokette, investierte im in den 1980ern entstandenen Videomarkt und kaufte die internationalen Videorechte klassischer Filmarchive. Das Konkurrenzunternehmen Warner Bros. vergab an Cannon 1987 einen Kredit in Höhe von 25 Millionen Dollar zur Finanzierung von Videorechten. Ab 1987 hatte Cannon selbst Schwierigkeiten, die eigenen Produktionen zu finanzieren und in die Kinos zu bringen. Grund hierfür war auch, dass in den zwei Jahren zuvor mehrere größere Produktionen an den Kinokassen gescheitert waren.

### Der Konkurs
Ende der 1980er Jahre, nachdem sich der Videomarkt abgekühlt hatte und der Kauf von Thorn-EMI auf der Firma lastete, meldete sie Konkurs an. Aufgrund der undurchsichtigen Finanzierung der Kinofilme wurde der Bankrott durch die Securities and Exchange Commission untersucht. Ab 1988 wurden die meisten der Cannon-Produktionen nur noch auf dem Videomarkt veröffentlicht, die zur Verfügung stehenden Budgets wurden immer schmaler.
Golan gab Globus die Schuld an der finanziellen Misere, worauf die beiden jahrelang kein Wort mehr miteinander sprachen. Globus wechselte zu MGM/UA Communication Co. und produzierte dort zwischen 1990 und 1993 noch unter dem Dach „Cannon Pictures“ Filme größtenteils mit noch bestehenden Verträgen mit Michael Dudikoff und Chuck Norris. Golan produzierte als Kopf der Firma 21st Century Film Corporation weiter eigenständig Filme.
Golan war seit den 1980ern eine wesentliche Triebkraft für die Verfilmung des Marvel-Comics Spider-Man. Nachdem die Finanzierung aber mehrfach gescheitert war und die 21st Century Film Corporation im Jahr 1996 Konkurs angemeldet hatte, erwarb Sony die Produktionsrechte und brachte den Film Spider-Man 2002 mit großem Erfolg heraus.

## Überblick über die Filmproduktionen
Cannon gehörte als Independent-Studio keinem der großen Hollywood-Studios. Gelegentlich drehte man aber auch für ein Major-Studio, wie z. B. für Warner Bros. den Stallone-Actionfilm Die City-Cobra. Außerdem wurde ein Distributionsvertrag mit Metro-Goldwyn-Mayer vereinbart zum Vertrieb von Cannon-Filmen. Primär konzentrierte man sich auf schnell gedrehte und preiswerte Produktionen im B-Moviebereich. Es wurden hauptsächlich Actionfilme produziert, aber auch Abenteuerfilme (Quatermain) und Horrorfilme (The Texas Chainsaw Massacre – Part 2) standen auf dem Programm. Das Produktionsbudget belief sich in der Regel auf ca. 5 Mio. Dollar pro Film. Die Mehrzahl der Filme sind als Unterhaltungsprodukte anzusehen (eine deutliche Ausnahme ist z. B. Powaqqatsi) und hatten im Vergleich zur Kinoauswertung einen größeren Erfolg auf dem Videomarkt. Bevorzugter Drehort bei den Actionfilmen (Ninja, die Killer-Maschine, die Missing-in-Action-Reihe, Delta Force II, American Fighter) waren die Philippinen.
Doch ließen sich es die Produzenten nicht nehmen, jährlich ein bis zwei anspruchsvolle Produktionen zu drehen, die auch meist am Filmfestival in Cannes teilnahmen. Diese waren u. a. Robert Altmans Fool for Love (mit Kim Basinger und Sam Shepard), Powaqqatsi, Hanna’s war, Shy People – Bedrohliches Schweigen, Norman Mailers Harte Männer tanzen nicht, Enfant terrible, Charles Bukowskis Barfly (mit Mickey Rourke) und Ein Schrei in der Dunkelheit (mit Meryl Streep und Sam Neill) sowie Othello (mit Placido Domingo). Für Harte Männer tanzen nicht und Powaqqatsi war sogar Francis Ford Coppola Co-Produzent.
Zu den Stars von Cannon gehörten Sylvester Stallone, Chuck Norris, Charles Bronson, Jean-Claude Van Damme, Shō Kosugi und Michael Dudikoff. Diese traten alle mehrfach in Cannon-Produktionen auf. In vielen Cannon-Produktionen ist der in der Reagan-Ära typische Trend zum US-Patriotismus zu bemerken, z. B. in American Fighter, Delta Force, Invasion U.S.A., Missing in Action oder Freedom Fighters.
Regisseure, mit denen zusammengearbeitet wurde, sind Sam Firstenberg, Aaron Norris, J. Lee Thompson und Joseph Zito. Menahem Golan selbst inszenierte auch einige der Filme, die unter dem Dach von Cannon entstanden.

## Filmografie (Auswahl)
Sylvester Stallone
- Over the Top
- Die City-Cobra

Charles Bronson
- Das Gesetz ist der Tod
- Death Wish II – Der Mann ohne Gnade
- Death Wish III – Der Rächer von New York
- Death Wish IV – Das Weiße im Auge
- Ein Mann wie Dynamit
- Der Mordanschlag
- Murphys Gesetz (Murphy’s Law)
- Kinjite – Tödliches Tabu

Chuck Norris
- Feuerwalze (Firewalker)
- Delta Force
- Delta Force 2 – The Columbian Connection
- Hero
- Hellbound
- Chuck Norris – Hitman (The Hitman)
- Invasion U.S.A.
- Missing in Action
- Missing in Action 2 – Die Rückkehr
- Missing in Action 3 – Braddock

Richard Chamberlain
- Quatermain – Auf der Suche nach dem Schatz der Könige
- Quatermain II – Auf der Suche nach der geheimnisvollen Stadt

Jean Claude van Damme
- Bloodsport
- Cyborg

Michael Dudikoff
- American Fighter
- American Fighter II – Der Auftrag
- American Fighter 4 – Die Vernichtung
- Marine Fighter
- Midnight Ride
- Night Hunter
- Platoon Leader – Der Krieg kennt keine Helden
- Streethunter
- River of Death – Fluß des Grauens
- Chain of Command

David Bradley
- American Fighter 3 – Die blutige Jagd
- American Fighter 4 – Die Vernichtung
- American Fighter 5
- American Samurai

Shō Kosugi
- Die Herrschaft der Ninja (Ninja III – The Domination)
- Rückkehr der Ninja (Revenge of the Ninja)
- Ninja – Die Killermaschine (Enter the Ninja)

Cannon Movie Tales
- Schneewittchen
- Rumpelstilzchen
- Hänsel und Gretell
- Cannon Movie Tales: Des Kaisers neue Kleider
- Cannon Movie Tales: Der gestiefelte Kater
- Cannon Movie Tales: Rotkäppchen
- Dornröschen
- Cannon Movie Tales: Der Froschkönig
- Die Schöne und das Biest

Andere
- America 3000
- Express in die Hölle
- Freedom Fighters
- Invasion vom Mars (1986)
- Knast Fighter (Penitentiary 3)
- Lifeforce – Die tödliche Bedrohung
- Masters of the Universe
- P.O.W. – Die Vergeltung
- Powaqqatsi
- Rendezvous mit einer Leiche
- Sindbad, Herr der sieben Meere
- Superman IV – Die Welt am Abgrund
- The Texas Chainsaw Massacre Part 2
- Tödlicher Irrtum
- Verfluchtes Amsterdam
- Die Barbaren
- Ein Schrei in der Dunkelheit
- Gor
- Der Geächtete von Gor
- Barfly
- Salsa – It’s hot
- Hercules
- Die Abenteuer des Herkules
- X-Ray
- Das Haus der langen Schatten
- Othello
- 52 Pick-Up
- Teuflische Klasse
- Fool for Love
- Mannequin
- Double Force
- Shy People – Bedrohliches Schweigen
- Sahara
- Glitzernder Asphalt
- Aladin
- American Cyborg – Steel Warrior
- Geballte Fäuste
- Death on safari
- Breakin’
- Alienkiller
- Camelot – Der Fluch des goldenen Schwertes
- Nicht jetzt, Liebling
- Delta Force 3 – The Killing Game
- Das Geheimnis der vier Kronjuwelen
- Das nackte Gesicht
- Mata Hari
- Exterminator 2
- Lady Chatterleys Liebhaber
- Bolero
- Link – Der Butler
- Highlander – Es kann nur einen geben

## Dokumentationen
2014 entstanden zwei Dokumentationen über den Auf- und Abstieg von Cannon Films. Globus und Golan selbst traten in The Go-Go Boys: The Inside Story of Cannon Films in Erscheinung, bei Electric Boogaloo hingegen nicht.

## Bibliographie
- Tobias Hohmann: Chuck Norris: Action-Stars Band 3, Medien-, Publikations- und Werbegesellschaft Knorr Martens, Hille, 2013. ISBN 978-3-942621-20-5.
- Austin Trunick: The Cannon Film Guide: Volume I, 1980–1984, BearManor Media, 2020. ISBN 978-1-62933-581-0.
- Austin Trunick: The Cannon Film Guide: Volume II, 1985–1987, BearManor Media, 2021. ISBN 978-1-62933-888-0.